# Lithocarpus gaoligongensis
Lithocarpus gaoligongensis C.C.Huang & Y.T.Chang – gatunek roślin z rodziny bukowatych (Fagaceae Dumort.). Występuje naturalnie w południowych Chinach – w zachodnim Junnanie. 

## Morfologia
PokrójZimozielone drzewo dorastające do 25 m wysokości.
LiścieBlaszka liściowa jest nieco skórzasta i ma podłużny lub owalnie eliptyczny kształt. Mierzy 15–20 cm długości oraz 5–8 cm szerokości, jest całobrzega, ma klinową nasadę i ostry lub spiczasty wierzchołek. Ogonek liściowy jest nagi i ma 20–30 mm długości.
OwoceOrzechy o kulistawym kształcie, dorastają do 12–16 mm długości i 20–26 mm średnicy. Osadzone są pojedynczo w miseczkach w kształcie kubka, które mierzą 10–14 mm długości i 20–26 mm średnicy. Orzechy otulone są w miseczkach do 35% ich długości.

## Biologia i ekologia
Rośnie w wiecznie zielonych lasach. Występuje na wysokości około 2000 m n.p.m. Kwitnie od października do listopada.